# Минийци
не бива да се бъркат или смесват с минойците
Минийците според древногръцката митология са полулегендарен автохтонен етнос обитавал ареала на егейската цивилизация в древността.
Според Херодот, пеласгите изгонили минийците на остров Лемнос. Центърът на минийците бил град Орхомен в Беотия. Древногръцките източници невинаги ясно разграничават минийците от пеласгите. Минийците, аналогично на пеласгите, произхождат от легендарния цар Миний. Свързват се първоначално с Атика. Аргонавтите понякога са наричани и минийци.